# Hermanos Cortesi
Los Hermanos Cortesi fueron cuatro hermanos de ascendencia italiana que se convirtieron en figuras del crimen notorias en Londres durante las primeras décadas del siglo XX. Los hermanos eran Augustus 'Gus' Cortesi, Enrico 'Frenchie' Cortesi, Paolo 'Paul' Cortesi y George Cortesi. 

## Historia

### Orígenes y primeros años
Originaria de Italia, la familia Cortesi se mudó a París, Francia, donde nacieron los cuatro hermanos. Su madre, Angele Cortesi, trajo a la familia a Inglaterra entre 1891 y 1901. En 1901, la familia figura en Little Saffron Hill, Clerkenwell. Gus y George Cortesi tenían antecedentes penales por asalto en la década de 1910. 
A medida que los hermanos Cortesi llegaron a la edad adulta, se involucraron en la protección del crimen organizado de jugadores y corredores de apuesta. Eran amigos de la también familia criminal italiana Sabini. Sin embargo, las dos familias se convirtieron en rivales porque los hermanos Cortesi creían que se les había negado una parte justa de los ingresos de los clubes de juego del West End de Londres y que los corredores de apuestas les habían robado. Los hermanos Cortesi se aliaron con los Finsbury Boys de Freddie Gilbert y la principal pandilla judía dirigida por Alfie Solomon. 
En 1922, la rivalidad culminó en un enfrentamiento en el Club Social Fratellanza en 23 Great Bath Street, Clerkenwell. Todo comenzó cuando Harry Sabini les apuntó con un revólver a los hermanos Cortesi después de enterarse de su alianza con la pandilla Finsbury. 
El 20 de noviembre de 1922, Darby y Harry Sabini llegaron al club, probablemente para hablar de paz. Tres mujeres ocupaban una mesa y los únicos otros presentes eran los cuatro hermanos Cortesi y Alex Tomaso. Se intercambiaron palabras y los ánimos se desbordaron: Paul Cortesi arrojó una taza de café caliente a la cara de Harry Sabini y comenzaron a pelear. En esta ocasión fueron los Cortesi quienes estaban armados con revólveres. Gus intentó dispararle a Darby Sabini, pero una de las tres mujeres, Louisa Doralli, hija de la secretaria del club, apartó su mano. El disparo atravesó una ventana. Darby Sabini fue derribado cuando Tomaso lo golpeó con una botella. Louisa luego saltó frente a Harry Sabini cuando Enrico Cortesi fue a dispararle. Harry la apartó, permitiendo que su hermano le disparara a Harry Sabini en el estómago. 
Cuando más tarde los agentes de policía intentaron arrestar a los hermanos Cortesi en sus casas, una gran multitud los detuvo. Sin embargo, los hermanos Cortese se rindieron más tarde. Gus y Enrico (Frenchie) Cortesi fueron encarcelados durante tres años por intento de asesinato. George y Paul Cortesi y Tomaso fueron declarados inocentes de asalto y absueltos. El juez comparó el caso con la disputa entre los Montesco y los Capuleto.

### Fin
Augustus Cortesi (1886–1949) está enterrado en el Cementerio católico de Santa María, Kensal Green. Enrico 'Frenchie' (1884-1954) murió en Hackney, Londres. Paolo 'Paul' (1891-1938) murió en Islington. George (1888-1972) murió en St Pancras, Londres.